# Csoma Mózes
Csoma Mózes (hangul: 초머 모세, Cshomo Mosze, RR: Chomeo Mo-se; Budapest, 1978. május 11. –) magyar orientalista, a Koreai-félsziget történelmének és politikai viszonyainak kutatója. 2007 és 2017 között az Eötvös Loránd Tudományegyetem (ELTE) Koreai Tanszékének oktatója; első kinevezett vezetője, habilitált egyetemi docens. 2018 februárjától a Nemzeti Közszolgálati Egyetem tudományos főmunkatársa. 2018 szeptemberétől 2022 július végéig Magyarország rendkívüli és meghatalmazott nagykövete volt Dél-Koreában és Észak-Koreában. 2023-tól a Károli Gáspár Református Egyetem Koreai Tanszékének vezetője, 2024 októberétől a Bölcsészet- és Társadalomtudományi Kar dékánja.

## Tanulmányai
Középiskolai tanulmányait a budapesti Móricz Zsigmond Gimnázium történelem szakos osztályában folytatta. 1996-ban a történelem OKTV hatodik helyezettjeként felvételi vizsga nélkül kezdhette meg tanulmányait az ELTE BTK Történeti Intézet történelem szakán.
Egyetemi tanulmányait az ELTE Bölcsészettudományi Kar történelem és politikaelmélet szakán végezte 1996 és 2002 között, miközben 1997-től 2000-ig vendéghallgatóként a Külkereskedelmi Főiskola Keleti Kommunikációs és Továbbképző Intézetében koreai tanulmányokat folytatott. Koreai nyelvből felsőfokú állami nyelvvizsgát tett. 2001-ben az Országos Tudományos Diákköri Konferencia nemzetközi politika szekciójában a Koreai-félsziget politikai viszonyait elemző pályaművével második helyezést ért el.
2000-ben, valamint 2004–2005 során a Korea Foundation ösztöndíjával Szöulban, a Jonsze (Yonsei) Egyetemen tanult. 2007-ben szerzett PhD fokozatot a Zrínyi Miklós Nemzetvédelmi Egyetem Hadtudományi Doktori Iskolájában. Doktori értekezését a Koreai-félsziget belpolitikai viszonyairól írta. 2009-ben és 2014-ben a Korea Foundation Field Research ösztöndíjával végzett kutatásokat a Koreai Köztársaságban.

## Egyetemi oktatói tevékenysége
2006-ban megbízott előadóként a Budapesti Corvinus Egyetemen a „Korea – egy nemzet, két ország" című tárgyat oktatta, majd 2007-től az ELTE BTK Orientalisztikai Intézetének megbízott előadója lett. 2008-tól az ELTE BTK Távol-keleti Intézetének adjunktusa, júniustól az akkor létrejövő Koreai Tanszék helyettes vezetője. 2010-ben habilitált az ELTE-n. 2013-tól egyetemi docens, júliustól megbízott tanszékvezető, 2014. február 1-jétől tanszékvezető. 2008-ban kidolgozta és akkreditáltatta a koreai szakos alapképzést, 2012-ben kidolgozta és akkreditáltatta a koreanisztika mesterképzést, 2017-ben pedig kidolgozta a koreanisztika doktori programot. 2017. december 31-i határidővel lemondott az ELTE Koreai Tanszék vezetéséről.
Szakterülete a koreai történelem, a koreai nemzeti identitás, valamint a politikai rendszereken felülemelkedő koreai összetartozás-tudat kérdésköre. Rendszeresen publikál magyar, angol és koreai nyelven, számos könyv szerzője. Kutatásainak eredményeiről nemzetközi konferenciákon számolt be többek közt a Bécsi Egyetemen, a Stockholmi Egyetemen, a Pekingi Egyetemen, valamint a dél-koreai Szöul Nemzeti Egyetemen és a Korea Egyetemen. A szöuli Joksza kjojuk (Yeoksa gyoyuk) (역사교육; jelentése: Történelemoktatás) című folyóirat szerkesztőbizottságának tagja.
2023 májusában a Károli Gáspár Református Egyetemen létrehozta a Koreai Tanszéket, majd kidolgozta és akkreditáltatta annak koreai szakos alapképzését. A KRE Koreai Tanszékének vezetőjeként, 2024 októberétől a Bölcsészet- és Társadalomtudományi Kar dékánjaként tevékenykedik.

## Nagykövetként
2018-ban megkezdődött nagyköveti szolgálatának második évében létrejött a Budapest és Incshon (Incheon) közötti első közvetlen légijárat, Szöulban pedig megalakult a Magyar Kulturális Intézet, amelynek a Mjon-tong (Myeon-dong) negyedbeli helyszínét személyesen választotta ki. A gazdasági kapcsolatok tekintetében pedig fontos előrelépést jelentett, hogy 2019-ben és 2021-ben is a Koreai Köztársaságból érkezett a legtöbb befektetés Magyarországra. Szintén nagyköveti működése idején alakult meg a Koreai-Magyar Baráti Társaság, amelynek első elnöke a diplomáciai kapcsolatfelvétel idején hivatalban lévő No Theu (No Taeu) államfő fia, No Dzsehon (No Jaeheon) lett. 2021 novemberében Mun Dzsein (Mun Jae-in) államfő hivatalos látogatást tett Magyarországon, megérkezésekor a Liszt Ferenc repülőtéren Csoma Mózes fogadta az elnököt, majd valamennyi budapesti programjára elkísérte. A megelőző koreai államfői beutazásra mintegy húsz évvel korábban, 2001-ben került sor. A nagykövet szöuli megbízatása során gyakran nyilatkozott a koreai médiának, valamint a Korea Joongang Daily című napilap hasábjain húsz részből álló magyar-koreai kapcsolattörténeti cikksorozata jelent meg.

## Családja
Csoma Gergely fényképész–néprajzkutató fia, Csoma Zsigmond történész–kertészmérnök unokaöccse. A nagynénje, Székács Eszter házassága révén Mártonfi Ferenc koreanista unokaöccse.

## Megjelent művei
Magyarországon
- Korea – Egy nemzet, két ország (2008)
- Magyarok Koreában (2009)
- Koreai csaták és harcosok – Az ókortól a modern időkig (2011)
- Koreaiak Magyarországon az 1950-es években (2012)
- Korea – Egy nemzet, két ország – a közös gyökerektől (2013)
- 1989. Diszkózene a Kvangbok sugárúton – Észak-Korea a rendszerváltozások évében (2014)
- Sövény Aladár, a hazai koreanisztika úttörője (2015)
- Magyarország és Korea 1956-ban. „Az Uralban találkozunk!” (2016)
- Korea története – A két koreai állam történelemszemléletének összehasonlításával (2018)
- A History of Korea – Through a comparison of the two Koreas’ historical approaches (Budapest, 2019)
- Látogatás a Hajnalpír Országában. Dr. Bozóky Dezső koreai fotográfiái (társszerző: Kardos Tatjána) (2020)
- Rákosi Mátyás Kórház, Észak-Korea. Magyar orvoscsoportok a Koreai-félszigeten, 1950–1957; Ludovika Egyetemi, Budapest, 2021 (Pro militum artibus)
- Phenjani exodus; L'Harmattan, Bp., 2023

Dél-Koreában
- 한반도를 방문한 헝가리인들의 기억 비망록. Hanbandorul pangmunhan Honggariinduri kiok pimangnok (Hanbandoreul bangmunhan Heonggariindeurui gieok bimangnok). (Memorandum – a Koreában járt magyarok visszaemlékezései – koreai nyelven) (Szöul, 2009)
- 헝가리 부다페스트로! 1956년 헝가리 혁명과 북한 유학생들. Honggari Budapheszuthuro! 1956njon Honggari hjongmjonggva pukhan juhakszengdul (Heonggari Budapeseuteuro! 1956nyeon Heonggari hyeokmyeonggwa bukhan yuhaksaengdeul). (Magyarországra, Budapestre! Az 1956-os forradalom és az észak-koreai vendégdiákok. – koreai nyelven) (Szöul, 2013)
- 헝가리 최초의 한국학 학자 북한을 만나다. 쇠베니 얼러다르의 1950년대 북한 문화에 관한 기억. Honggari cshöcshoi hangukhak hakcsa Pukhanul mannada. Szöbeni Ollodarui 1950 njonde Pukhan munhvae kvanhan kiok (heonggari choechoui hangukhak hakja Bukhaneul mannada. Soebeni Eolleodareu-ui 1950 nyeondae Pukhan munhwae gwanhan gieok) (Az első magyar koreanista tudós találkozása Észak-Koreával. Sövény Aladár emlékei az 1950-es évekbeli észak-koreai kultúráról – koreai nyelven) (Szöul, 2015)
- From North Korea to Budapest. North Korean students in the Hungarian revolution in 1956. (Seoul and Edison, 2016)
- The relations of the Korean Peninsula and Hungary seen through rare photos (Seoul, 2019)
- From Budapest to the Korean War: Hungarian Physicians in North Korea, 1950–1957 (Seoul, 2021)

## Szervezeti tagságai
- Európai Koreanisták Szövetsége (Association of Korean Studies in Europe)
- szöuli Koreai Nyelv és Irodalom Társasága (Society of Korean Language and Literature, 국어국문학회, Kugo Kukmunhak Hö (Gugeo Gukmunhak Hoi))
- Szerkesztőbizottsági tagja a szöuli Történelemoktatás (역사교육, Joksza kjojuk (Yeoksa Gyoyuk)) című folyóiratnak.
- szöuli Modern és Jelenkori Koreai Történelem Társasága (The Association for Korean Modern and Contemporary History, 한국근현대사학회, Hanguk Kunhjondesza Hakhö)
- Royal Asiatic Society Korea Branch (Szöul)

## Elismerései
- A Koreai Köztársaság kulturális miniszterének kitüntetése (2016)[16]
- A szöuli Tanguk (Danguk) Egyetem Nemzetközi Tudományos Együttműködésért Díja (2016)[17]
- A Tanguk Egyetem díszdoktora (2022. május 13.)[18]
- Szöul díszpolgára (2022)[19]
- A Koreai Köztársaság Kvanghva (Ganghwa) medál kitüntetése (2023)[20]
- Károli Gáspár Református Egyetem Bölcsészet- és Társadalomtudományi Karának kari tanácsa Év Publikációja díj a Phenjani exodus című monográfiáért (2024)[21]